# Blériot-SPAD S.61
Blériot-SPAD S.61 là một loại máy bay tiêm kích của Pháp được phát triển vào năm 1923.

## Biến thể
- S.61/1
- S.61/2
  - S.61-bis
- S.61/3
- S.61/4
- S.61/5
- S.61/6
  - S.61/6a
  - S.61/6b
  - S.61/6c
  - S.61/6d
- S.61/7
- S.61/8
- S.61/9
- S.61 SES

## Quốc gia sử dụng
Ba Lan
- Không quân Ba Lan

 Romania
- Không quân Hoàng gia Romania

 Liên Xô
- Không quân Liên Xô

## Tính năng kỹ chiến thuật (S.61/2)

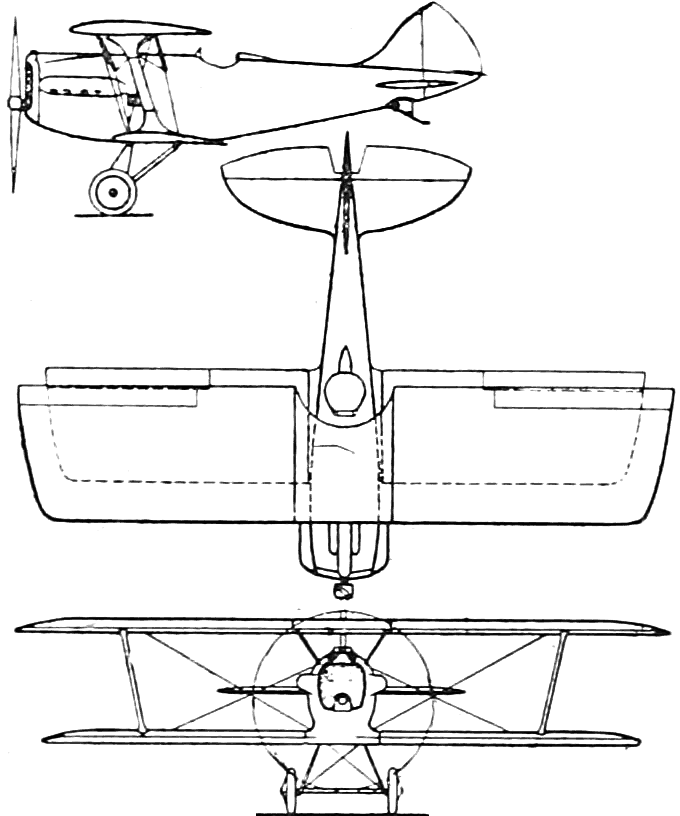
Bleriot-SPAD S.61

Đặc điểm tổng quát
- Kíp lái: 1
- Chiều dài: 6.98 m (22 ft 11 in)
- Sải cánh: 9.57 m (31 ft 5 in)
- Chiều cao: 2.90 m (9 ft 6 in)
- Diện tích cánh: 29.3 m2 (315 ft2)
- Trọng lượng rỗng: 1.055 kg (2.326 lb)
- Trọng lượng có tải: 1.565 kg (3.450 lb)
- Powerplant: 1 × Lorraine-Dietrich 12Ew, 336 kW (450 hp)

Hiệu suất bay
- Vận tốc cực đại: 227 km/h (141 mph)
- Trần bay: 7.500 m (24.605 ft)
- Vận tốc lên cao: 6,9 m/s (1.360 ft/phút)

Vũ khí trang bị
- 2 × Súng máy Vickers.303